# NOW 6
Now (That's What I Call Music 6) er et dansk opsamlingsalbum udgivet 24. november 2003 i kompilation-serien NOW Music.

## Spor
1. Dido: "White Flag"
2. Erann DD: "Didn’t I Tell You That I Love You"
3. The Black Eyed Peas: "Where Is The Love?"
4. Blue: "Guilty"
5. Kylie Minogue: "Slow"
6. Burhan G: "Burhan G"
7. Texas: "Carnival Girl"
8. Elvis Presley: "Rubberneckin'"
9. Justin Timberlake: "Señorita"
10. Westlife: "Hey Whatever"
11. Lene: "It’s Your Duty"
12. Lene Marlin: "You Weren’t There"
13. Daniel Bedingfield: "Never Gonna Leave Your Side"
14. Beyoncé feat. Jay-Z: "Crazy In Love"
15. Chingy: "Right Thurr"
16. Robbie Williams: "Sexed Up"
17. Safri Duo: "All The People In The World"
18. Evanescence: "Bring Me To Life"
19. Nickelback: "Someday"